# Neoplocaederus formosus
Neoplocaederus formosus là một loài bọ cánh cứng trong họ Cerambycidae.